# 蔵本憲昭
蔵本 憲昭（くらもと のりあき）は、日本の映画プロデューサー、テレビプロデューサー。電通所属。
福岡県福岡市出身。福岡県立修猷館高等学校、九州大学工学部卒業。

## 経歴
2007年の映画「バブルへGO!! タイムマシンはドラム式」で初のプロデューサーを務める。その後、「フライング☆ラビッツ（2008年）」、「ハンサム★スーツ（2008年）」、「コドモ警察（2013年）」「OVER DRIVE (映画)（2018年）」等の作品でプロデューサーを務めている。映画以外にも、テレビドラマやテレビ・ラジオ番組、ミュージカル、舞台など幅広くエンタテインメント作品の企画・プロデュースを手掛けている。

## 作品

### 映画
- ホワイトアウト（2000年、東宝）‐　出版協力
- NIN×NIN 忍者ハットリくん THE MOVIE（2004年、東宝）
- Tokyo Tower（2004年、東宝）
- ALWAYS 三丁目の夕日（2005年、東宝）
- 東京タワー 〜オカンとボクと、時々、オトン〜 (映画) （2007年、松竹）
- バブルへGO!! タイムマシンはドラム式（2007年、東宝） - プロデューサー
- フライング☆ラビッツ（2008年、東映） - 企画・プロデューサー
- ハンサム★スーツ（2008年、アスミック・エース） - アソシエイト・プロデューサー[1]
- コドモ警察（2013年、東宝映像事業部） - プロデューサー
- 幕が上がる（2015年、東映）アソシエイトプロデューサー
- 探検隊の栄光（2015年、東宝映像事業部） - 企画
- ぼくのおじさん（2016年、東映） - プロデュース
- OVER DRIVE（2018年、東宝） - プロデュース
- 都会のトム&ソーヤ（2021年、イオンエンターテイメント） - 企画・プロデュース

### テレビドラマ
- 東京ワンダーホテル（2004年、日本テレビ）‐　企画協力
- 東京ワンダーツアーズ（2005年、日本テレビ）‐　企画協力
- ですよねぇ。（2006年、TBS） - 企画
- おじいちゃんは25歳（2010年、TBS） - 企画・プロデュース
- 恋味母娘（2012年、テレビ朝日） - プロデューサー
- コドモ警察（2012年、MBS・TBS） - プロデューサー
- ドラゴン青年団（2012年、MBS・TBS） - 企画・プロデュース
- コドモ警視（2013年、MBS・TBS） - 企画・プロデュース
- スケート靴の約束（2013年、テレビ愛知・テレビ東京） - プロデューサー
- 都会のトム&ソーヤ　ぼくらの砦 (ドラマ)（2021年、ABEMA） - 企画・プロデュース
- 潜水艦カッペリーニ号の冒険（2022年、フジテレビ）- プロデューサー

### テレビ番組
- トリセツ（2002年、テレビ朝日）―　企画協力
- 東京上級デート（2012年～2013年　放送中、テレビ朝日） - 企画・プロデュース
- コドモ大学（2012年、MBS・TBS） - チーフプロデューサー
- ぐーちょきぱーてぃー（2017年～、hulu・NTTplala ・BS日テレ） - 企画・プロデューサー

### 舞台・ミュージカル
- ガールフレンズ（2006年・2008年） - プロデューサー
- AKB歌劇団（2009年） - プロデューサー
- ドゥ・ユ・ワナ・ダンス（2019年） - プロデューサー

### OVA作品
- わんおふ -one off-（2012年、松竹） - プロデューサー

### ラジオ番組
- TOKYO CONCIERGE（2001年～2012年、J-WAVE） - 企画